# Robertville
Robertville (Duits: In der Bivelt, Waals: Li Rbiveye of (vaker) el Ribiveye, lokaal: Rebîveye of Rubîveye) is een klein plaatsje in de Belgische Eifel dat een deelgemeente vormt van de gemeente Weismes. De plaats ligt noordelijk binnen de gemeente Weismes in de provincie Luik. Tot 1 januari 1977 was het een zelfstandige gemeente.
Vaak wordt er gesproken van Ovifat-Robertville vanwege het iets noordelijker gelegen dorp Ovifat. Ook de plaats Sourbrodt valt onder de deelgemeente Robertville.
In de buurt liggen het gelijknamige stuwmeer, het Meer van Robertville en de Burcht Reinhardstein.
Robertville en omgeving maken deel uit van het natuurreservaat de Hoge Venen (Natuurpark Hoge Venen-Eifel met Natuurparkcentrum Botrange).

## Demografische ontwikkeling
- Bronnen:NIS, Opm:1930 tot en met 1970=volkstellingen, 1976 inwoneraantal op 31 december

## Galerij

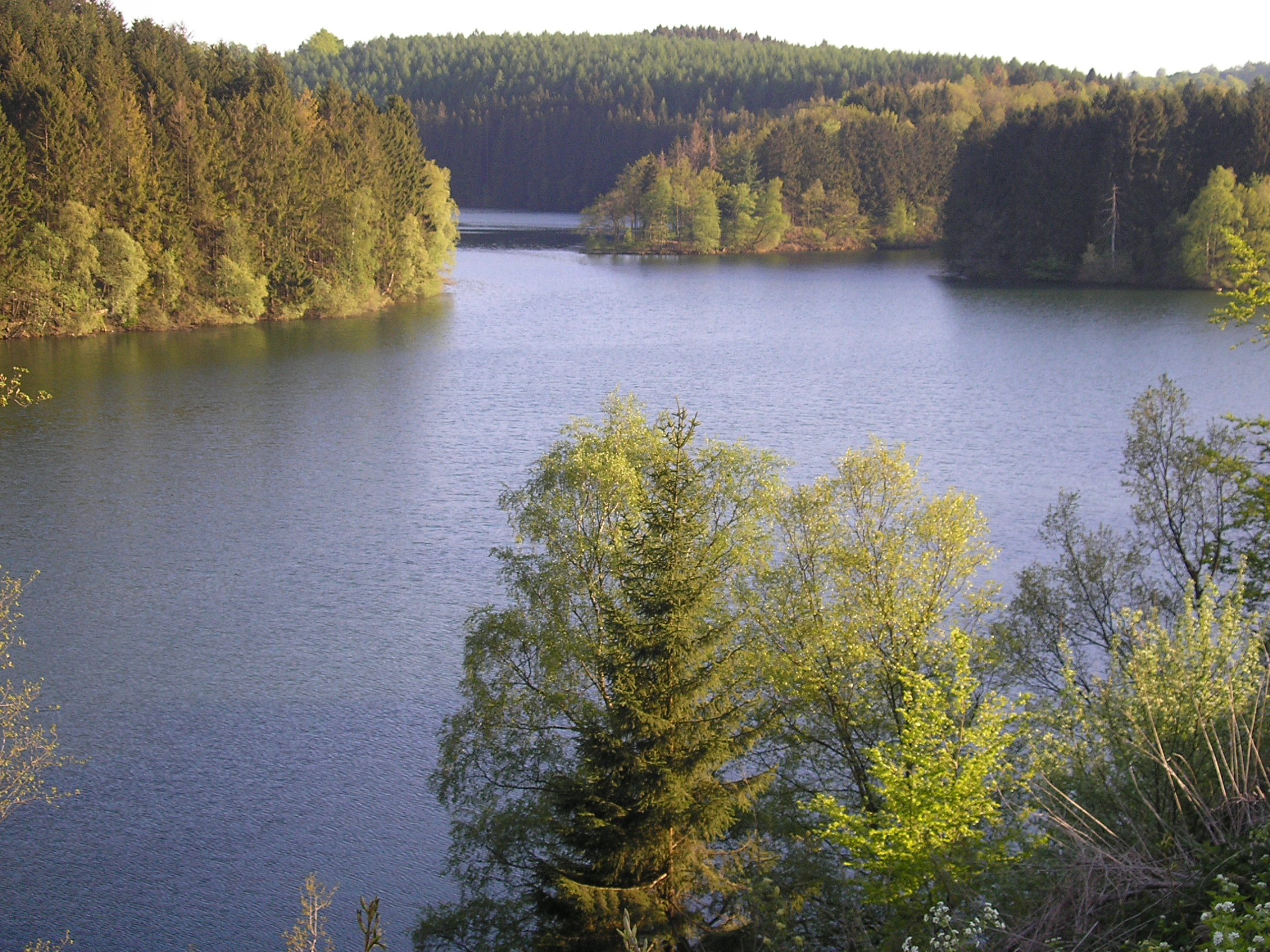
Het Meer van Robertville.
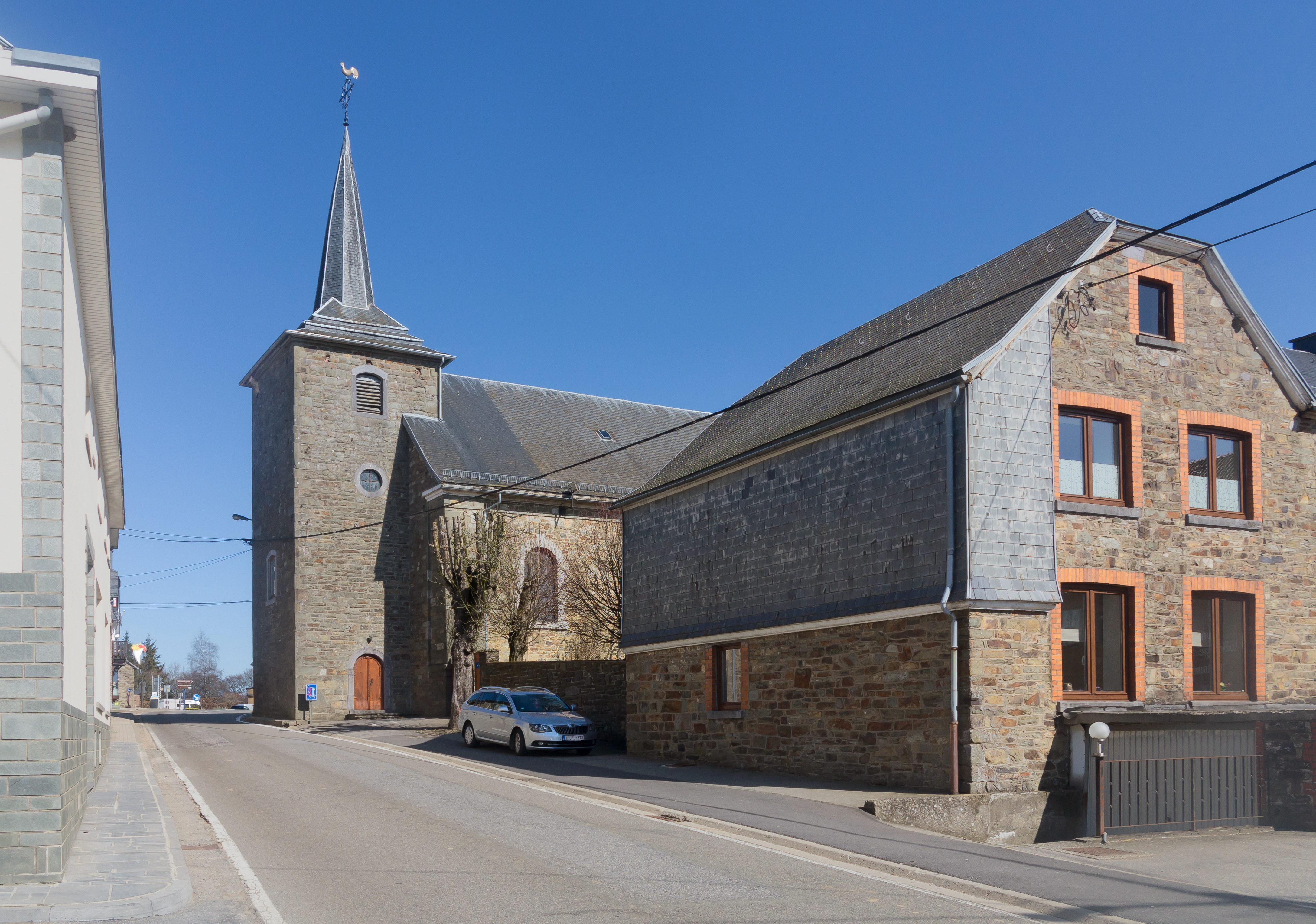
De Sint Jozefkerk in Robertville.

Deelgemeenten: Faymonville · Robertville · Weismes

Overige kernen: Bruyères · Champagne · Gueuzaine · Libomont · Ondenval · Outrewarche  · Ovifat · Remonval · Sourbrodt · Steinbach · Thirimont · Walk

Belgische gemeenten · arrondissement Verviers · provincie Luik · Wallonië